# Abbigliamento tracico

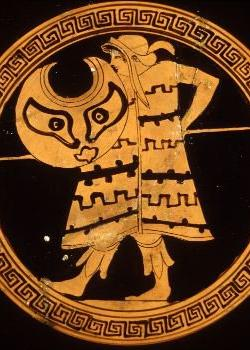
Peltasta tracio disegnato su una kylix, che indossa un abito con motivi geometrici a fantasia.

L'abbigliamento tracico (o tracio che dir si voglia) si riferisce ai diversi tipi di costumi e vestiti indossati dagli antichi Traci, dai Daci ma anche (sempre durante l'antichità) da alcuni Greci con cui erano a contatto, in prossimità dei loro territorii. La migliore documentazione di tale contesto è descritta, e quindi ci rimane nota, grazie all'opera storiografica di Erodoto, e da Senofonte, nella sua Anabasi. Raffigurazioni del modo di abbigliarsi di queste popolazioni si trovano in un cospicuo gruppo di vasellami greci, come vi sono anche in alcune rappresentazioni persiane. A dispetto delle informazioni sulle loro forme e i motivi (decorativi) principalmente adottati, la conoscenza sulle cromature utilizzate è piuttosto scarsa.

## Storia e tipologie
I Traci indossavano una tunica, sotto un mantello chiamato zeira (dal greco antico: ζείρα), ed un berretto chiamato alopekis (αλωπεκίς) realizzato col cuoio capelluto di una volpe, spesso con le orecchie lasciate a vista, varii stili di cappello frigio e stivali di pelle di fulvo, chiamati embades (εμβάδες). L'abbigliamento tracio era talvolta decorato con motivi intricati. L'abbigliamento era realizzato con fibre come la canapa, il lino o la lana. I Daci e i Geti indossavano pantaloni chiamati bracæ (ἀναξυρίδες o θύλακοι). Questi pantaloni, larghi, furono descritti nell'opera di Euripide come o con "variegate borse" («τοὺς θυλάκους τοὺς ποι κίλους»), e potrebbero esser apparsi molto ridicoli agli antichi Greci, anche se Ovidio ne menziona l'adozione da parte dei discendenti di alcuni coloni greci dell'Eussinia. Questi pantaloni erano comuni in molte altre nazioni.

### Età classica
Nel nord solo i nobili della Tracia e della Dacia (rispettivamente chiamati "Zibitidi/Zibythides" e "Pileati"), indossavano copricapi. Nonostante ciò Erodoto scrive che tutti i Traci, alleati con l'esercito persiano, indossavano berretti di pelle di volpe e mantelli multicolori. Le tribù settentrionali in generale, sia i Traci che i Daco-Getiani, indossavano abiti simili a quelli degli Sciti.

### Età ellenistica
Nella battaglia di Pidna, combattuta nel 168 a.C., i soldati dell'esercito tracico indossarono tuniche nere. La Kausia (Καυσία) poi fu adottata anche dai Macedoni. Sebbene molte tribù traciche, a un certo punto cominciarono ad incorporare abiti dei Greci (a causa dall'egemonia culturale di questi ultimi) nella loro moda, una parte di essi mantenne comunque i propri stili tradizionali di abbigliamento.